# Єврейська наречена
Єврейська наречена (нід. Het Joodse Bruidje) - одна з останніх картин Рембрандта. Написана приблизно у 1665–1669 роках. Сучасну назву картина отримала у 1825 році від амстердамського колекціонера Ван дер Хопа. Він помилково вважав чоловіка на картині батьком, що дарує своїй доньці намисто до весілля. Таке тлумачення картини більше не прийнято, а особистість пари невідома.
Хоча технічні дані свідчать про те, що спочатку Рембрандт передбачав більшу і складнішу композицію, розміщення його підпису в нижньому лівому куті вказує на те, що її поточні розміри не відрізняються від тих, які були на момент завершення.
Зберігається в Рейксмузеї в Амстердамі.

## Зовнішні посилання
- Картина Ісаака і Ребеки, більш відома як "Єврейська наречена"
- Картина на сайті Рейксмузею